# Linia kolejowa Radziwiliszki – Rakiszki
Linia kolejowa Radziwiliszki – Rakiszki – linia kolejowa na Litwie łącząca stację Radziwiliszki ze stacją Rakiszki i z granicą państwową z Łotwą.
Linia na całej długości jest niezelektryfikowana i jednotorowa.

## Historia
Linia powstała w 1873 jako odgałęzienie drogi żelaznej libawsko-romeńskiej, łączącą ją ze stacją Kałkuny Kolei Warszawsko-Petersburskiej. Początkowo leżała w Imperium Rosyjskim, w latach 1918 - 1940 położona była na Litwie, następnie w Związku Sowieckim (1940 - 1991). Od 1991 ponownie znajduje się w granicach niepodległej Litwy.